# Löser (Numismatik)

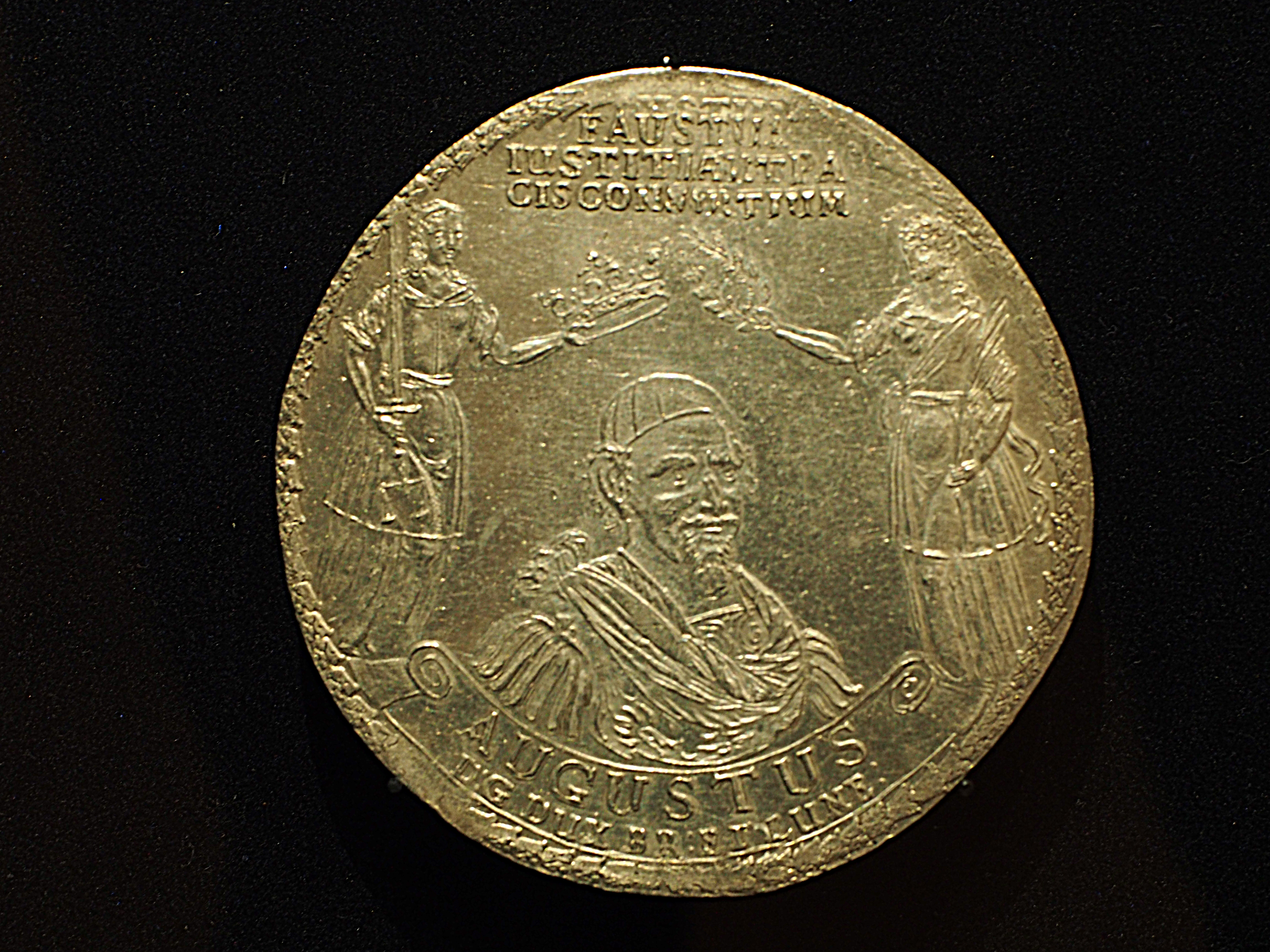
Löser aus der Münzsammlung des Niedersächsischen Landesmuseums Hannover mit dem Bild des Fürsten August des Jüngeren von Braunschweig-Wolfenbüttel

Löser sind große Schaumünzen mit einem mehrfachen Talergewicht. Sie werden zu den größten Stücken der neueren Münz- und Geldgeschichte gezählt. Herzog Julius von Braunschweig-Wolfenbüttel soll sie als Erster eingeführt haben. Er nannte sie Juliuslöser. Als Vorbild dienten ihm goldene Vielfachdukaten aus Hamburg, sogenannte Portugalöser. Sie dienten dem Fürsten in erster Linie zu Repräsentationszwecken. Die Löser zeigten den Reichtum des Herzogs und den Silberreichtum des Harzes.
Die Löser zählen zu den breiten Talern und werden auch als Schautaler bezeichnet.
Wilhelm Freiherr Knigge besaß auf Gut Bredenbeck eine Sammlung dieser Stücke. 1929/1930, am Beginn der Weltwirtschaftskrise, wurden sie in Hannover vom Auktionshaus Sally Rosenberg versteigert.
Im Münzkabinett des Niedersächsischen Landesmuseums Hannover sind verschiedene Löser ausgestellt.